# Scotland (Geórgia)
Scotland é uma cidade localizada no estado americano de Geórgia, no Condado de Telfair e Condado de Wheeler.

## Demografia
Segundo o censo americano de 2000, a sua população era de 300 habitantes.
Em 2006, foi estimada uma população de 293, um decréscimo de 7 (-2.3%).

## Geografia
De acordo com o United States Census Bureau tem uma área de 3,6 km², dos quais 3,6 km² cobertos por terra e 0,0 km² cobertos por água. Scotland localiza-se a aproximadamente 50 m acima do nível do mar.

## Localidades na vizinhança
O diagrama seguinte representa as localidades num raio de 24 km ao redor de Scotland.